# Kronični laringitis
Kronični laringitis lat. laryngitis chronica kronično je oboljenje grkljana, upalni proces njegove sluznice.

## Simptomatika
Uzroci nastajanja ovog oboljenja su:
- česti i nedovoljno liječeni akutni laringitisi
- disanje na usta zbog opstrukcije nosa, kronične infekcije respiratornih puteva
- kronična iritacija izazvana udisanjem zagađenog zraka
- zloupotreba duhana i alkohola
- profesionalna preopterećenost glasa
- oboljenja jetre, bubrega, dijabetes melitus

Kliničkom slikom dominira promuklost različitog inteziteta. kašalj, osjećaj suhoće i pečenja u grlu. Terapija se sastoji u otklanjanju uzroka koji su doveli do upale, primjene sredstava koji vlaže sluznicu larinksa (inhalacije fizioloških rastvora ili alkalnih mineralnih voda).
|  | Molimo pročitajte upozorenje o korištenju medicinskih informacija. Ne provodite liječenje bez savjetovanja s liječnikom! |